# ایزوترتینوین
ایزوترتینوین یک دارو برای درمان آکنه شدید است. به ندرت این دارو در پیشگیری نوعی سرطان پوست (scc)، و همچنین در سرطان مغز و پانکراس و … استفاده می‌شود.
این دارو به صورت کپسول خوراکی، بیشتر با نام‌های تجاری روآکوتان (Roaccutane)، آکوتان و آ-کنوترن عرضه می‌شود.
ایزوترتینوین از مشتقات ویتامین آ است که به صورت طبیعی با میزان خیلی کم در بدن انسان وجود دارد. این دارو از طریق کاهش چربی پوست (وادار کردن غده‌های چربی پوست به کم کردن تولید چربی) باعث کاهش آکنه در پوست می‌شود.

## مصرف
موارد مصرف
این دارو معمولاً در آکنه‌های نوع شدید (جوش‌های چرکی و بزرگ) و در مواردی که داروهای معمول آکنه (مانند بنزوئیل پروکساید) مؤثر واقع نشده‌اند به عنوان آخرین درمان استفاده می‌شود. در موارد معمولی نیز قابل استفاده‌است اما اصولاً دارویی با این عوارض جانبی و هزینه نباید برای موارد سطحی هم استفاده شود. در پسوریازیس نیز به‌کار رفته‌است.
موارد عدم مصرف
- هنگام بارداری یا شیردهی: مصرف بیش از حد ویتامین آ و مشتقات آن به ویژه آکوتان می‌تواند به طور مستقیم برای جنین سمیت ایجاد کند.[۱]
- حساسیت نسبت به ویتامین آ رواکوتان و داروهای مشابه آن
- مصرف هم‌زمان با آنتی‌بیوتیک‌ها به ویژه تتراسیکلین
- داشتن نارسایی کبدی یا کلیوی
- مبتلایان به چربی خون (گلیسرول و تری‌گلیسرید) بالا
- وجود سطح بالای ویتامین آ در بدن
- مصرف در افراد کهنسال
- افراد مبتلا به IBD و بیماری‌های روده‌ای و گوارشی (بیماری امکان برگشت و تشدید دارد)

### درمان

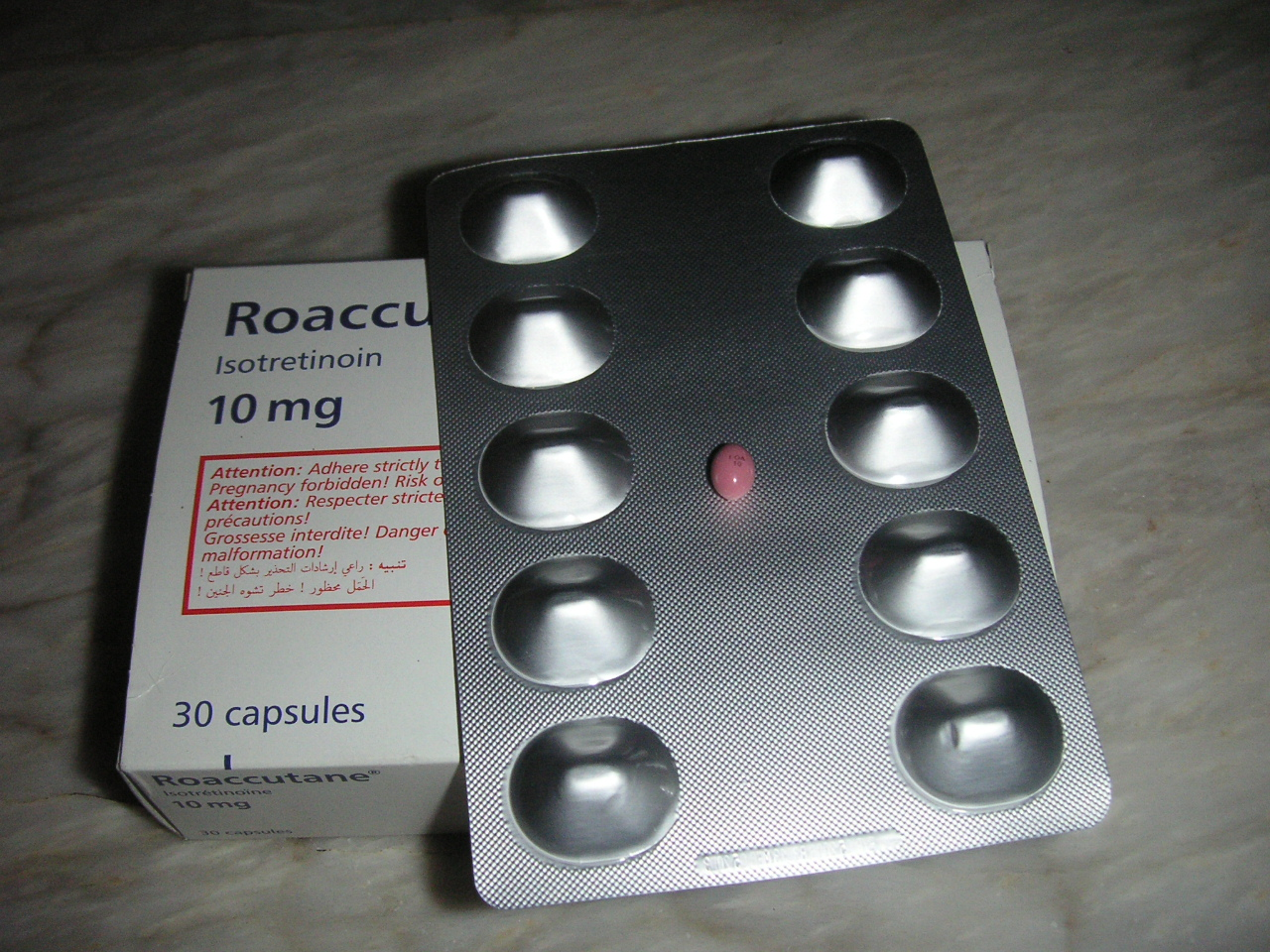

#### پیش از آغاز درمان
پزشک خود را در خصوص هر گونه سابقه حساسیت، بیماری قبلی و استفاده از داروهای دیگر آگاه کنید.
آزمایش برای تعیین سطح کلسترول خون و آنزیم‌های کبدی توصیه می‌شود.

#### نحوه درمان و مقدار مصرف
میزان مصرف دارو بستگی به نظر پزشک معالج دارد. مصرف روزانهٔ دارو ۰٫۵ تا ۱ میلی‌گرم برای هر کیلوگرم وزن بدن است که بسته به شدت بیماری تعیین می‌گردد. به عنوان مثال یک فرد ۸۰ کیلوگرمی با شدت آکنه متوسط روزانه باید دو کپسول ۲۰ میلی‌گرمی مصرف کند.
کپسول‌ها باید بلافاصله بعد از غذا میل شود. در صورت فراموش کردن یک وعده، اگر وعده بعد نزدیک‌تر بود از وعدهٔ بعدی آغاز کنید و هیچگاه دو کپسول را با فاصلهٔ زمانی کوتاه نخورید.

#### طول دورهٔ درمان
طول درمان با نظر پزشک تعیین می‌گردد. طول درمان آکنه به‌وسیلهٔ رواکوتان بین ۲ تا ۹ ماه متغیر است.

### تأثیر دارو
در هفته‌های آغازی درمان احتمالاً جوش‌ها شما شدیدتر می‌شود. این به خاطر آنست که در ابتدا پوست در مقابل دارو واکنش نشان می‌دهد و با تولید چربی بیشتر سعی در تعدیل شرایط دارد که افزایش ترشح چربی منجر به تولید جوش‌های بیشتر می‌گردد. در این باره نگران نباشید. این امر نشان دهندهٔ آنست که دارو مؤثر واقع شده‌است.
پس از این (حدوداً از هفتهٔ سوم به بعد) میزان آکنه به‌طور شگفت‌آوری کاهش می‌یابد و این بهبودی حتی پس از پایان یافتن دارو نیز ادامه پیدا می‌کند.
توصیه‌های طول درمان:
- اگر در طول درمان حامله شدید، فوراً دارو را قطع نموده و پزشک خود را در جریان قرار دهید. توصیه شده در طول درمان از داروهای پیشگیری‌کننده استفاده کنید.
- در طول درمان همواره با جلسه‌های منظم پزشک را از حال خود مطلع کنید. همچنین سطح کلسترول خون نیز باید به‌طور ماهیانه آزمایش شود.
- بدون مشورت پزشک دارو را قطع نکنید و میزان مصرف را نیز تغییر ندهید.
- دارو را در موارد مشابه مصرف نکنید و مصرف آن را به دیگران توصیه نکنید.
- بدون مشورت پزشک هم‌زمان از داروهای دیگر استفاده نکنید.
- در طول دورهٔ درمان و یک ماه پس از آن از اهدای خون اجتناب کنید.
- تا حد امکان از قرار گرفتن در معرض نور خورشید دوری کنید و از کرم‌های ضدآفتاب استفاده کنید. در طول درمان حساسیت پوست نسبت به آفتاب افزایش می‌یابد.
- از کیسه کشیدن پوست اجتناب کنید؛ زیرا به علت حساس شدن پوست احتمال ایجاد گودال (scar) روی پوست افزایش می‌یابد.
- از مصرف مشروبات الکلی در طول درمان خودداری کنید؛ زیرا باعث عوارض کبدی خواهد شد.

### عوارض جانبی
- خشکی لب: عارضهٔ این داروست که با استفاده از کرم‌های چرب‌کننده مثل کرم وازلین مرتفع می‌شود.
- خشکی دهان، بینی، چشم: در این موارد در صورت تمایل می‌توانید از قطره چشمی و کرم داخل بینی استفاده کرد. با توجه به خشکی چشم استفاده از لنزهای چشمی توصیه نمی‌شود.
- خون‌ریزی بینی: معمولاً در هفته‌های دوم یا سوم که خود به خود مرتفع می‌شود.
- درد خفیف مفاصل و ماهیچه‌ها به ویژه زانو
- احساس خستگی و سردرد خفیف
- حساس شدن پوست به آفتاب و آفتاب‌سوختگی
- افزایش ریزش مو: معمولاً زودگذر ولی در موارد بسیار نادر ممکن است دائمی شود.

این عوارض عموماً ملایم و زودگذرند. اکثر آن‌ها پس از اتمام دورهٔ درمان رفع می‌شوند.
در صورت مشاهدهٔ این عوارض فوراً دارو را قطع کنید و پزشک خود را در جریان بگذارید:
- حالت تهوع
- استفراغ
- سردرد شدید و مزمن
- تاری چشم و اختلال در بینایی
- احساس افسردگی شدید
- اختلال در دستگاه عصبی
- اختلال در حافظه
- قرمزی صورت و جای جوش‌ها که تا چندین ماه بعد از قطع دارو باقی می‌ماند.
- به ندرت دارو بر روی برخی افراد هیچ اثری ندارد.
- تمایل به خودکشی به خصوص در افرادی با سابقه افسردگی.

### تداخلات دارویی
منع مصرف با مولتی‌ویتامین‌ها و ویتامین آ
منع مصرف با تتراسایکلین‌ها
مصرف همزمان با پروژستین‌ها (ضدبارداری) باعث کاهش اثر ضدبارداری آن‌ها می‌شود، پس باید از یک روش ضدبارداری دیگر نیز استفاده شود. در ضمن مینی‌پیل‌ها که فقط پروژستین دارند و فاقد استروژن هستند، گزینهٔ مناسبی برای مصرف همزمان با ایزوترتینوئین نیستند.
مصرف همزمان با الکل ممکن است باعث افزایش عوارض جانبی و سمیت راکوتان یا ایزوترتینوئین و همچنین افزایش تری‌گلیسرید شود.

### مواد متشکله
هر کپسول حاوی ۲۰ یا ۱۰ میلی‌گرم ایزوترتینوئین است و همچنین مواد زیر نیز در آن به‌کار رفته‌است:
روغن سویا، موم زرد، روغن نباتی هیدروژنه، ژلاتین، گلیسرول، آب، سوربیتول، مانیتول، نشاسته ذرت فراوری|فراورده‌شده، تیتانیوم دی‌اکسید و…
در ترکیب رواکوتان قند، گلوتن، ترترزین و دیگر رنگ‌های شیمیایی به‌کار نرفته‌است.